# Maripa (dieren)
Maripa is een geslacht van rechtvleugeligen uit de familie Eumastacidae. De wetenschappelijke naam van dit geslacht is voor het eerst geldig gepubliceerd in 1970 door Descamps & Amédégnato.

## Soorten
Het geslacht Maripa omvat de volgende soorten:
- Maripa balachowskyi Descamps & Amédégnato, 1970
- Maripa colombiana Descamps, 1973
- Maripa depressicerca Descamps, 1982
- Maripa sastrei Descamps, 1977